# Lac aux Biscuits
Lac aux Biscuits är en sjö i Kanada.   Den ligger i regionen Mauricie och provinsen Québec, i den sydöstra delen av landet, 400 km nordost om huvudstaden Ottawa. Lac aux Biscuits ligger 348 meter över havet. Arean är 1,1 kvadratkilometer. Den sträcker sig 1,7 kilometer i nord-sydlig riktning, och 2,0 kilometer i öst-västlig riktning.
I omgivningarna runt Lac aux Biscuits växer i huvudsak blandskog. Trakten runt Lac aux Biscuits är nära nog obefolkad, med mindre än två invånare per kvadratkilometer.